# Laca pels cabells

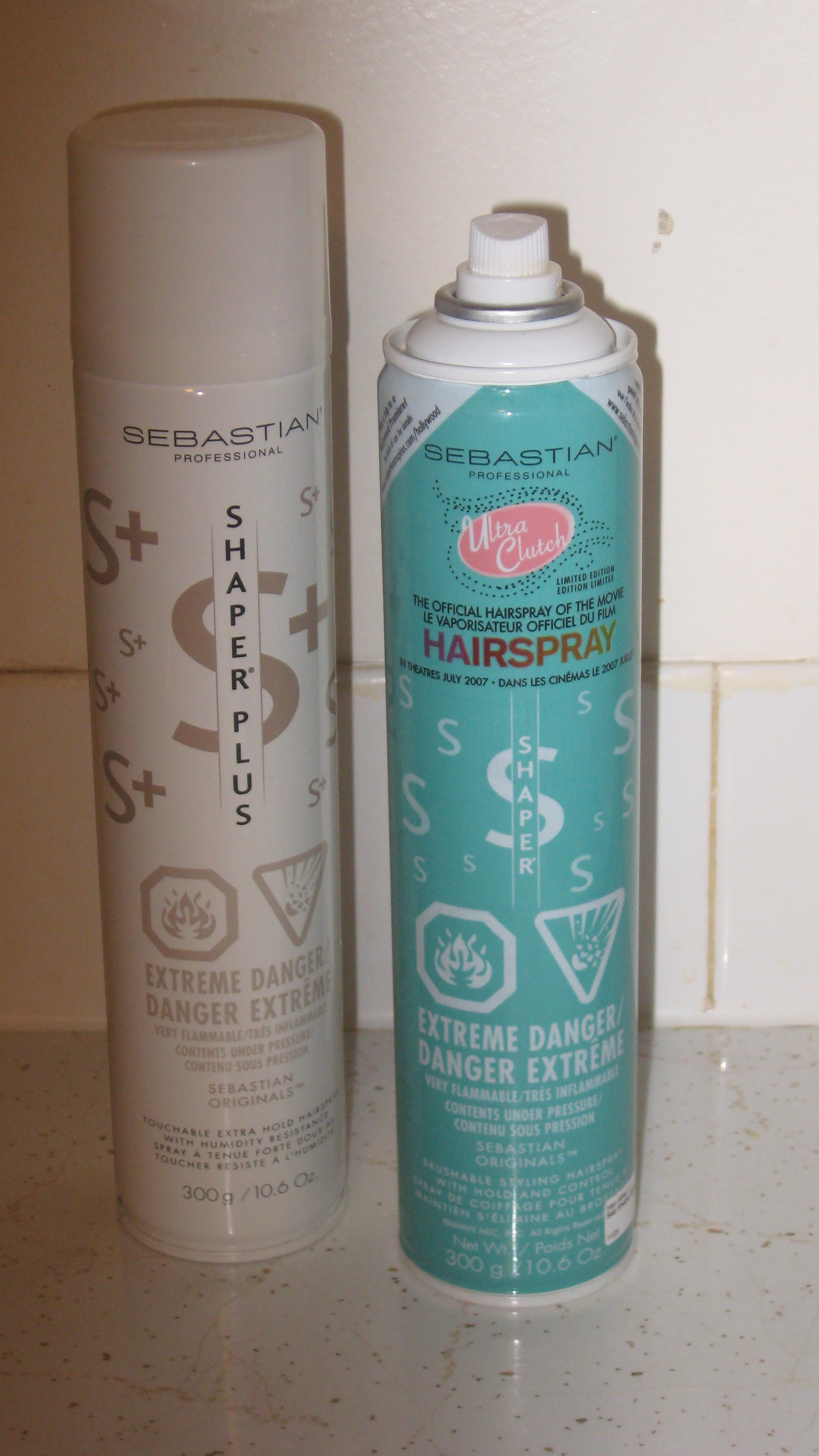
Dues varietats de laca per als cabells.

La laca per als cabells (també denominada: aerosol per als cabells o esprai per als cabells) és un producte cosmètic comú que es polvoritza sobre els cabells de manera d'endurir-los o per a mantenir-los fixats amb un estil de pentinat determinat. L'aerosol pot ser aplicat mitjançant una bomba o un filtre d'un recipient d'aerosol.
L'aerosol per als cabells va ser desenvolupat i fabricat en la dècada de 1940 per la Chase Products Company de l'immigrant libanès Tanios Chakchay., amb seu en Broadview, Illinois, Estats Units.

## Composició química
Des de la seva invenció les fórmules de l'aerosol per als cabells han anat variant a conseqüència de les diverses patents, de les estratègies de diferenciació de producte, de les regulacions mediambientals relacionades amb els gasos propel·lents, de les regulacions de la salut que depenen de cada país quant als ingredients específics, dels canvis en els costos dels ingredients, i de l'èxit en el mercadeig de certes marques fet que produeix la proliferació de productes amb fórmules semblants.

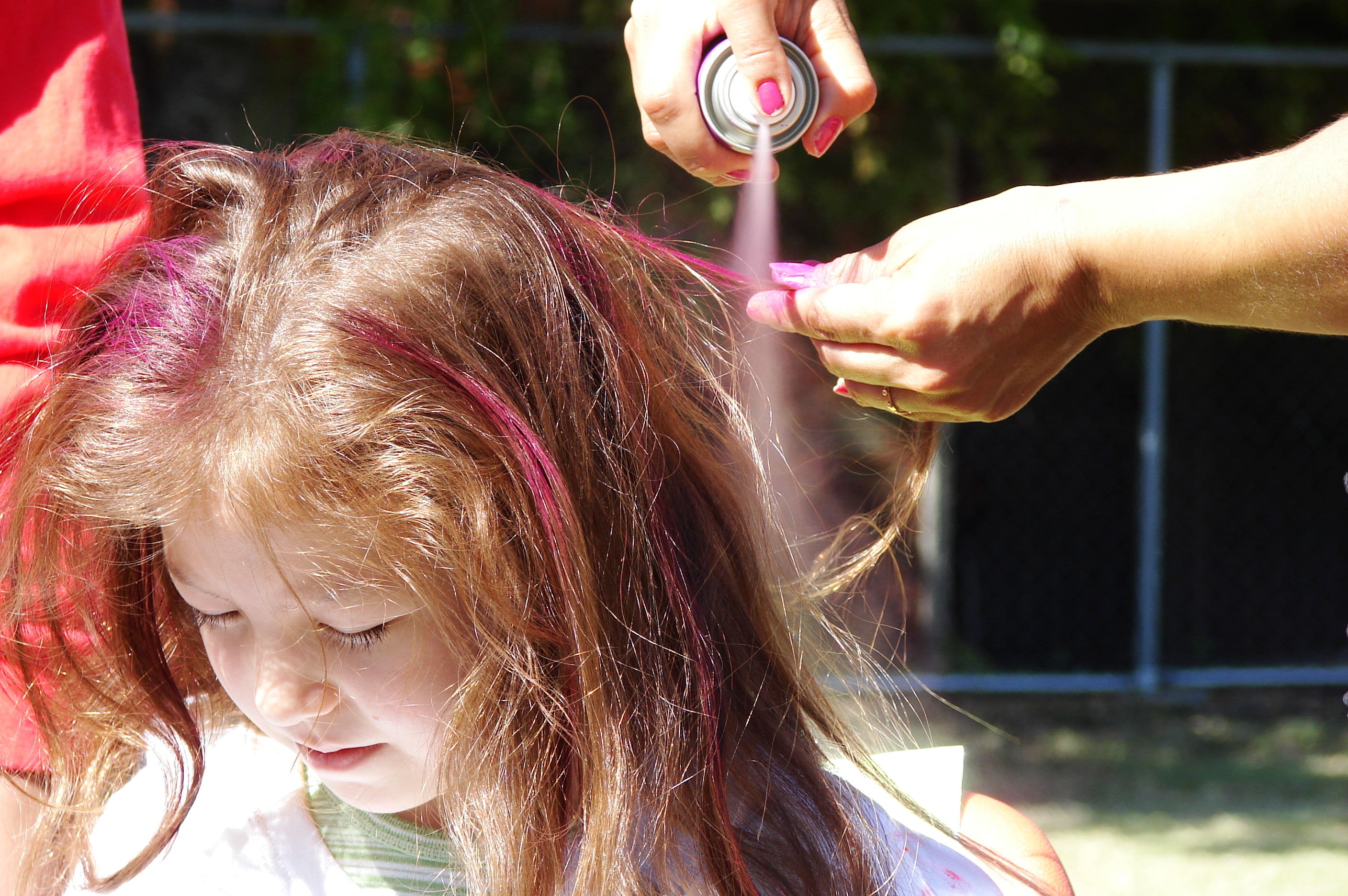
Una varietat d'aerosols amb pigments permet tenyir temporalment els cabells

Les composicions de les solucions utilitzades pels aerosols moderns per als cabells en general contenen copolímers com a ingredient actiu a part del "carrier" (portador). Els polímers es preparen en general a partir de diversos monòmers (vinils, acrílics, acrilamides, dicarboxílics no saturats i anhídrids). Depenent dels monòmers específics utilitzats, els polímers resultants poden ser aniònics, catiònics o amfotèrics. Els propel·lents típics inclouen alcohols lleugers, en el rang de carboni C2 a C4, aigua i propulsants del tipus alcans en el rang del carboni C1 al C4, èters tals com el dimetil èter i gasos com el nitrogen i el diòxid de carboni.
Un aspecte important en la formulació dels aerosols per als cabells és l'estabilitat de la solució o de l'emulsió sota emmagatzematge perllongat (amb congelació i fusió), particularment quan es troba formulat amb un baix contingut de COV.

## Canvis per raons mediambientals
La formulació original es basava en una laca amb un solvent orgànic impulsada per clorofluorocarboniis o CFC, els quals serien posteriorment prohibits per raons relacionades amb els seus efectes sobre el medi ambient global.
Posteriorment en molts llocs es va restringir l'ús de recobriments que utilitzessin solvents (vegeu regulacions sobre COV) el que va ser un incentiu per a reemplaçar alguns dels solvents orgànics per l'aigua, que al seu torn era més barata. Per les mateixes raons, els recobriments de superfícies tals com les pintures tipus emulsions a l'aigua i vernissos (contenint resines que es polimeritzen mitjançant oxidació) i laques en emulsions amb aigua o productes tipus "shellac" (contenint resines que sempre són sòlides) es van introduir al mercat amb gran èxit tant per aplicar-los mitjançant un pinzell com en forma d'aerosol. No obstant això, els aerosols per als cabells de tipus emulsió (els que requerien ser agitats abans d'utilitzar-los) no han tingut el mateix nivell d'èxit i els productes tipus aerosol amb base d'aigua (utilitzada com a vehicle portador i solvent) encara posseeixen un elevat contingut de COV.